# 天飛華音
天飛華音（日语：／，2月9日—），現寶塚歌劇團星組男役。出生於鹿兒島縣鹿兒島市，畢業於鹿兒島市立吉野中學校。身高171公分，暱稱。

## 簡介
- 2016年，以第二名的成績進入寶塚歌劇團[2][3]。102期生，同期生有舞空瞳(前星組主演娘役)、潤花(前宙組主演娘役)、春乃さくら(現宙組主演娘役)、風色日向(現宙組男役)、彩海せら(現月組男役)。初次登台表演是星組公演『こうもり(蝙蝠)』/『THE ENTERTAINER!』，之後被分配到星組[4][5]。
- 2019年，第一次擔任新人公演主角，劇目是『GOD OF STARS(GOD OF STARS-食聖-)』[4][5][6]。後來還在『柳生忍法帖』[7]、『ディミトリ〜曙光に散る、紫の花〜(徳米特里～在曙光下飄落的紫之花)』新人公演擔任主角[8]。
- 2023年，首次擔任寶塚Bow Hall公演主角，劇目是『My Last Joke-虚構に生きる-(我最後的玩笑-活在虛擬的人生中)』[9][10]。
- 2025年9月，擔任寶塚Bow Hall、東京建物Brillia HALL公演『アレクサンダー－天上の王国－(亞歷山大大帝: 天上的王國，改編赤石路代原作同名漫畫)』主角，也是她首次擔任東上(東京特別公演)主角[11][12]。

## 寶塚歌劇團時期

### 初舞台
- 2016年3-4月 寶塚大劇場星組公演『こうもり(蝙蝠)』『THE ENTERTAINER!』[13]

### 星組時期
- 2016年5-6月 東京寶塚劇場星組公演『こうもり(蝙蝠)』『THE ENTERTAINER!』[14]
- 2016年8-11月 『桜華に舞え(舞於櫻華)』飾演:村田岩熊『ロマンス!! (Romance)(浪漫)』[15]
- 2017年3-6月 『THE SCARLET PIMPERNEL（スカーレット ピンパーネル）(紅花俠，改編艾瑪·奧希茲原作同名小說)』新人公演 飾演:ベン(班)(正式公演:天華えま)[16]
- 2017年7-8月 梅田藝術劇場、日本青年館『阿弖流為-ATERUI-』飾演:阿奴志己[17]
- 2017年9-12月 『ベルリン、わが愛(柏林我的愛)』新人公演 飾演:ロルフ・シェレンベルク(羅爾夫・謝倫伯格)(正式公演:瀬央ゆりあ)『Bouqduet de TAKARAZUKA（ブーケ ド タカラヅカ）(寶塚花束)』[18]
- 2018年2月 梅田藝術劇場、TBS赤阪ACT劇場 『ドクトル・ジバゴ(齊瓦哥醫生)』飾演:号外売り(號外)[19]
- 2018年4-7月 『ANOTHER WORLD(另一個世界)』新人公演 飾演:徳三郎(正式公演:禮真琴)『Killer Rouge(紅色殺手)』[20]
- 2018年8-11月 梅田藝術劇場、日本青年館、國家戲劇院、高雄市文化中心至德堂『Thunderbolt Fantasy（サンダーボルトファンタジー）東離劍遊紀（とうりけんゆうき）』『Killer Rouge／星秀☆煌紅』[21]
- 2019年1-3月 『霧深きエルベのほとり(深霧易北河畔)』飾演:ヨーニー(尤尼) 新人公演 飾演:トビアス(托比亞斯)(正式公演:七海弘希)『ESTRELLAS（エストレ―ジャス）〜星たち〜(ESTRELLAS ～繁星～)』[22]
- 2019年5月 『アルジェの男(阿爾及利亞的男人)』飾演:ピエール『ESTRELLAS（エストレ―ジャス）〜星たち〜(ESTRELLAS ～繁星～)』[23]※全國巡迴公演
- 2019年7-10月 『GOD OF STARS(GOD OF STARS-食聖-)』飾演:Canon 新人公演 飾演:ホン・シンシン(洪興星)／紅孩兒(正式公演:紅ゆずる)『Éclair Brillant（エクレール ブリアン）(絢麗的閃電)』＊第一次擔任新人公演主角[24][25]
- 2019年11-12月 寶塚Bow Hall公演 『龍の宮（たつのみや）物語(龍宮故事)』飾演:火遠理[26]
- 2020年2-3月 寶塚大劇場 『眩耀（げんよう）の谷〜舞い降りた新星〜(眩耀之谷～飛舞而降的新星～)』飾演:テイジ 新人公演 飾演:謎の男(神秘男子)(正式公演:瀬央ゆりあ)『Ray-星の光線-(Ray -星之光束-)』[27]
- 2020年7-9月 東京寶塚劇場 『眩耀（げんよう）の谷〜舞い降りた新星〜(眩耀之谷～飛舞而降的新星～)』飾演:テイジ 『Ray-星の光線-(Ray -星之光束-)』[27]
- 2020年11月 梅田藝術劇場 『エル・アルコン-鷹-(七海鷹豪)』飾演:キャプテン・ブラック(黑船長)『Ray-星の光線-(Ray -星之光束-)』[28]
- 2021年2-3月 寶塚大劇場 『ロミオとジュリエット(羅密歐與茱麗葉)』[29]
- 2021年4-5月 東京寶塚劇場 『ロミオとジュリエット(羅密歐與茱麗葉)』[29]
- 2021年7月 寶塚Bow Hall、KAAT神奈川藝術劇場 『マノン(曼儂，改編安東尼·普列沃斯原作小說)』飾演:レスコー(雷斯考)[30]
- 2021年9-12月 『柳生忍法帖(柳生忍法帖，改編山田風太郎原作同名小說)』飾演:多聞坊 新人公演 飾演:柳生十兵衛(正式公演:禮真琴)『モアー・ダンディズム!(More Dandyism!)』＊擔任新人公演主角[31][32][33]
- 2022年2月 御園座 『王家に捧ぐ歌(獻給王家的歌，改編歌劇阿依達)』飾演:メレルカ(梅雷魯卡)[34]
- 2022年4-5月 寶塚大劇場 『めぐり会いは再び next generation-真夜中の依頼人（ミッドナイト・ガールフレンド）-(再次相逢next generation－深夜中的委託人～，改編皮耶·德·馬里沃原作劇本「愛情與偶然狂想曲」)』飾演:ルベル(勒貝爾)『Gran Cantante（グラン カンタンテ）!!(偉大的歌手)』[35][36]
- 2022年6-7月 東京寶塚劇場 『めぐり会いは再び next generation-真夜中の依頼人（ミッドナイト・ガールフレンド）-(再次相逢next generation－深夜中的委託人～)』飾演:ルベル(勒貝爾) 新人公演 飾演:レグルス・バートル(雷古拉斯‧巴特爾)(正式公演:瀬央ゆりあ)『Gran Cantante（グラン カンタンテ）!!(偉大的歌手)』[35][36]
- 2022年9月 寶塚Bow Hall 『ベアタ・ベアトリクス(碧兒翠絲)』飾演:ジョン・エヴァレット・ミレイ(約翰·艾佛雷特·米萊)[37][38][39]
- 2022年11月-2023年2月 『ディミトリ〜曙光に散る、紫の花〜(徳米特里～在曙光下飄落的紫之花，改編並木陽原作「夕陽之國的魯速丹」)』飾演:ムルマン(摩爾曼斯克) 新人公演 飾演:ディミトリ(德米特里)(正式公演:禮真琴)『JAGUAR BEAT-ジャガービート-(捷豹)』＊擔任新人公演主角[40][41][42]
- 2023年3-4月 『バレンシアの熱い花(瓦倫西亞的熱情之花)』飾演:ドン・ファン・カルデロ(唐璜・卡爾羅德)『パッション・ダムール・アゲイン!(激情再現)』※全國巡迴公演[43]
- 2023年6-8月 『1789-バスティーユの恋人たち-(1789 ─巴士底獄的戀人們─)』飾演:ハンス・アクセル・フォン・フェルゼン伯爵(漢斯·亞克塞爾·馮·菲爾遜伯爵)[44]
- 2023年10月 寶塚Bow Hall 『My Last Joke-虚構に生きる-(我最後的玩笑-活在虛擬的人生中)』飾演:エドガー・アラン・ポー(爱伦·坡)[45][46][47]＊第一次擔任寶塚Bow Hall公演主角
- 2024年1-4月『RRR×TAKA"R"AZUKA〜√Bheem〜（アールアールアール バイ タカラヅカ〜ルートビーム〜）(RRR by 寶塚 ～根號比姆～,翻拍印度電影「RRR」)』飾演:ジャング(詹古)『VIOLETOPIA（ヴィオレトピア/紫羅蘭托邦）』[48]
- 2024年6月3-8日 梅田藝術劇場、14-20日東京建物Brillia HALL 『夜明けの光芒(黎明的曙光，改編查尔斯·狄更斯原作小說「遠大前程」)』飾演:ベントリー・ドラムル(本特利·朱穆爾/Bentley Drummle)[49]
- 2024年8-12月『記憶にございません！(失憶的總理大臣)』飾演:野野宮萬作『Tiara Azul －Destino－（ティアラ・アスール　ディスティノ）(藍色王冠-命運)』[50]
- 2025年1月 日本武道館『ANTHEM－アンセム－』(頌歌)[51]※禮真琴個人演唱會
- 2025年4-8月 『阿修羅城の瞳(阿修羅城之瞳，改編劇團☆新感線製作，中島一基編劇同名舞台劇)』飾演:安倍毘沙門（あべのびしゃもん）『エスペラント！(世界語/希望語)』[52]
- 2025年9-10月 寶塚Bow Hall、東京建物Brillia HALL『アレクサンダー－天上の王國－(亞歷山大大帝: 天上的王國，改編赤石路代原作同名漫畫)』飾演:アレクサンダー(亚历山大大帝)[53]＊第一次擔任東上(東京特別公演)主角

## 外部連結
- 寶塚官網天飛華音介紹頁面 （页面存档备份，存于）
- 東京都會電視台網站天飛華音簡介宝塚カフェブレイク登場人物天飛華音，存档于Archive.today（存檔日期 20250422）